# Kuhbach (Elbbach)
Der Kuhbach ist ein gut ein Kilometer langer rechter und westlicher Zufluss des Elbbaches  im Westerwald. 

## Geographie

### Verlauf
Der Kuhbach entspringt westlich von Kaden. Er fließt in östlicher Richtung. Nach der Unterquerung der Rothenbacher Straße passiert er der Ortschaft Kaden und  mündet er schließlich in den Elbbach.

### Flusssystem Elbbach
- Fließgewässer im Flusssystem Elbbach

## Charakter
Der Kuhbach ist ein kleiner, stark begradigter Wiesenbach.